# Craig Johnston
Craig Peter Johnston (* 8. Dezember 1960 in Johannesburg) ist ein ehemaliger australischer Fußballspieler. Während seiner Profilaufbahn gewann er mit dem FC Liverpool fünf englische Meisterschaften (1982, 1983, 1984, 1986, 1988), einmal den FA Cup (1986), drei Ligapokalausgaben (1982, 1983, 1984) sowie 1984 den Europapokal der Landesmeister. Der schnelle Mittelfeldspieler, der zumeist auf der Außenbahn, gelegentlich aber auch im Sturm eingesetzt wurde, beendete aus familiären Gründen vorzeitig nach dem Ende der Saison 1987/88 seine aktive Laufbahn.

## Sportlicher Werdegang

### FC Middlesbrough (1978–1981)
Der im südafrikanischen Johannesburg geborene und in Australien aufgewachsene Johnston hatte früh in seiner Jugendzeit das erforderliche Selbstbewusstsein in Bezug auf seine fußballerischen Fähigkeiten und schrieb im Alter von 15 Jahren zahlreiche englische Klubs mit der Bitte um ein Vorspielen an. Der einzige Klub, der antwortete, war der FC Middlesbrough und Kotrainer Harold Sheperdson erklärte sich für eine Probetraining bereit, solange Johnston die Reisekosten trug. Des Vertrauens seiner Eltern konnte er sich sicher sein und Johnstons Angaben zufolge verkauften sie sogar das Haus, um dem Sohnemann seinen Traum zu erfüllen. Umso enttäuschender war die Reaktion von Cheftrainer Jack Charlton, der sich nach dem Vorspielen wenig begeistert zeigte und den Teenager sogar wenig despektierlich als „schlechtesten Fußballer, den er je gesehen habe“ bezeichnete. Sechs Monate lang blieb der so Geschmähte trotzdem in England, arbeitete hart an seinen Fähigkeiten – dabei unter möglichst strikter Kontaktvermeidung mit Charlton – und im Jahr 1977 wurden die Bemühen nach Charltons Demission letztlich belohnt.
Zwei Monate nach seinem 17. Geburtstag unterzeichnete er seinen ersten Profivertrag, lief im FA Cup unter dem neuen Trainer John Neal gegen den FC Everton erstmals für „Boro“ auf  und am 4. Februar 1978 debütierte er in einem Ligaspiel gegen Birmingham City (2:1). In seiner gut drei Jahre andauernden Zeit für den FC Middlesbrough kam „Roo“ oder „Skippy“, wie Johnston genannt wurde, auf etwas weniger als 100 Pflichtspiele, bevor er im April 1981 zum amtierenden Meister FC Liverpool wechselte. Dabei hatte sich Johnston einen guten Namen in der englischen Eliteklasse gemacht und zahlreiche Spitzenvereine erwogen einen Transfer. Dass die Entscheidung zu Gunsten des FC Liverpool ausfiel, war zu einem großen Teil Graeme Souness zu verdanken, der in den 1970ern für den FC Middlesbrough gespielt und den Australier seinem Trainer Bob Paisley wärmstens empfohlen hatte. Auch in die englische U-21-Auswahl hatte es den schnellen Flügelspieler zwischenzeitlich gebracht; für A-Länderspiele hätte er sich aber nur der australischen Nationalelf zur Verfügung gestellt, was in Anbetracht des großen Reiseaufwands später jedoch nie ernsthaft in Betracht gezogen wurde.

### FC Liverpool (1981–1988)
Beim Gewinn des Europapokals der Landesmeister kurze Zeit nach der Verpflichtung war Johnston noch nicht mit von der Partie und das Ziel, an ähnlichen Erfolgen teilhaben zu können, war zunächst als noch nicht in Sichtweite. Erst in der Rückrunde der Saison 1981/82 erhielt er häufiger Gelegenheit seine spielerischen Fähigkeiten zu demonstrierten, wobei speziell das Wiederholungsspiel gegen den FC Arsenal in der vierten Runde des Ligapokals im Dezember 1981 einen Wendepunkt darstellte. Zuvor war er nur in drei von vier Ligaspielen eingewechselt und sonst weitgehend ignoriert worden, bevor sein Tor gegen Arsenal nach fünf Minuten in der Verlängerung den Weg zum Viertelfinaleinzug ebnete. Zwar absolvierte er in diesem Wettbewerb, den die „Reds“ nachher gewannen, kein weiteres Spiel mehr, aber in den verbleibenden Meisterschaftspartien trug er mit sechs Toren dazu bei, dass der FC Liverpool Vorjahressieger Aston Villa entthronte und nach einem Jahr Pause wieder die englische Meisterschaft gewann.
Mit zehn Toren bei 42 Auftritten in der Startelf war die Saison 1982/83 die produktivste Spielzeit in der Karriere von Craig Johnston, die ihm zudem die zweite englische Meisterschaft und den Ligapokal einbrachte. Sogar noch mehr Partien absolvierte er in der anschließenden Spielzeit 1983/84 und wenngleich ihm dort vergleichsweise wenige vier Tore gelangen, wiederholte er den Vorjahreserfolg mit englischem Ligatitel und -pokal und erfüllte sich dazu seinen Traum im Europapokal der Landesmeister. Dort gewann er mit seinen Mannen im Finale nach Elfmeterschießen gegen den AS Rom, wobei er bereits nach 72 Minuten dem Verteidiger Steve Nicol weichen und somit die entscheidende Phase von außen betrachten musste. Insgesamt schien Johnston nicht die uneingeschränkte Gunst des neuen Trainers Joe Fagan, der 1983 Paisley nachgefolgt war, zu genießen. Erst der Wechsel zu seinem Mannschaftskameraden Kenny Dalglish, der die schwierige Aufgabe auf sich genommen hatte, den FC Liverpool nach der Heysel-Katastrophe zu übernehmen, sorgte für die erhoffte Wiederbelebung. Gleich 61 Pflichtspiele absolvierte Johnston in der Saison 1985/86 und somit war er Schlüsselspieler in dem Team, das das „Double“ aus englischer Meisterschaft und FA Cup gewann. Dabei schoss er beim 3:1-Pokalendspielsieg gegen den FC Everton das Tor zur 2:1-Führung.
Nach einem vielversprechenden Start in die Spielzeit 1986/87 sorgte zunächst eine Rückenverletzung für einige Zwangspausen, bevor ein Unfall seiner Schwester in Marokko zu Weihnachten 1986 Johnstons Karrierepläne maßgeblich änderte. Zwar kehrte er nach einem längeren Besuch vor Ort nach Liverpool zurück und die Tragik wurde weitgehend aus der Öffentlichkeit herausgehalten, aber seine Prioritäten verschoben sich in der Folgezeit in Richtung Familie. Dazu kamen weitere Verletzungen in der Saison 1987/88 und nach einem letzten Auftritt im FA-Cup-Endspiel 1988 gegen den FC Wimbledon (0:1) entschloss er sich endgültig zur Rückkehr nach Australien. Damit beendete er auch gleichzeitig seine Profilaufbahn. Ein Jahr später kehrte er nach der Hillsborough-Katastrophe an die alte Wirkungsstätte zurück; dazu sammelte er in seiner australischen Heimat Geld für die hinterbliebenen Familien. Später widmete er auch seine Autobiografie mit dem Namen „Walk Alone“ den Opfern der Tragödien von Hillsborough und Heysel.

## Neben und nach dem Fußball
Schon während seiner aktiven Laufbahn entsprach Johnston wenig dem Klischee eines typischen Fußballers. Er widmete sich frühzeitig künstlerischen Aktivitäten, dazu besonders der Fotografie. Auch im musikalischen Sektor sammelte er praktische Erfahrungen und komponierte den „Anfield Rap“, den er mit Mannschaftskameraden des FC Liverpool zu Spielerzeiten in einem Video darbot.
Nach seiner Profizeit betätigte er sich in diversen Feldern als Geschäftsmann. Seine Idee zur Weiterentwicklung der Fußballschuhtechnologie hin zu mehr Reibung zwischen Schuh und Ball ging um die Welt und wurde später von dem Unternehmen Adidas unter dem Namen „Predator“ vertrieben. Ein weiterer Schwerpunkt war sein Engagement für Fußballschulen in Australien.

## Titel/Auszeichnungen
- Europapokal der Landesmeister (1): 1984
- Englische Meisterschaft (5): 1982, 1983, 1984, 1986, 1988
- Englischer Pokal (1): 1986
- Englischer Ligapokal (3): 1982, 1983, 1984
- Charity Shield (1): 1986 (geteilt)